# モガムリズマブ
モガムリズマブ（Mogamulizumab）は、抗CCケモカイン受容体4ヒト化モノクローナル抗体である。その製剤は分子標的治療薬のひとつで抗がん剤として使用されている。協和発酵キリンおよびアムジェンによって開発された。商品名ポテリジオ。開発コードKW-0761。
抗体を構成する糖鎖の一種類であるフコースを減少させ抗体依存性細胞傷害作用を増強するPOTELLIGENT（ポテリジェント）という技術を用いた初の抗体製剤である。
日本では2012年2月に、成人T細胞白血病 (ATL) 治療薬としての承認が了承された。さらに2014年3月に「再発または難治性のCCR4陽性の末梢性T 細胞リンパ腫」および「再発または難治性のCCR4陽性の皮膚T細胞性リンパ腫」の治療薬として追加承認を受けた。加えて2014年12月、「化学療法未治療のCCR4陽性の成人T細胞白血病リンパ腫」について承認を取得した。

## 効能・効果
- 再発または難治性のCCR4陽性の成人T細胞白血病リンパ腫
- 再発または難治性のCCR4陽性の末梢性T細胞リンパ腫
- 再発または難治性のCCR4陽性の皮膚T細胞性リンパ腫

## 副作用
以下のものが重度の副作用として挙げられている。
- 注入反応
- 重度の皮膚障害
- 感染症
- B型肝炎ウイルスによる劇症肝炎、肝炎
- 腫瘍崩壊症候群
- 重度の血液毒性
- 肝機能障害
- 間質性肺疾患
- 高血糖

このうち、注入反応は頻度が多いが、これは抗体医薬品すべてに共通する。一方、皮膚障害が国内第I相、II相治験では41.9%に発現し、さらにGrade 3以上の重篤な皮疹（中毒性表皮壊死症、スティーブンス・ジョンソン症候群を含む）が19%に認められており、注意喚起がなされている。